# Проспект Генерала Безручка (Рівне)
Проспект Генерала Безручка — проспект, розташований у Рівненському районі міста Рівне, Рівненська область, Україна, що названий на честь військового діяча УНР Марка Безручка.

## Назви
Даний проспект раніше називався на честь більшовицьких діячів — Олеко Дундича, а раніше Климента Ворошилова.
25 лютого 2016 року на сесії Рівненської міської ради, відповідно до закону про декомунізацію, ухвалено рішення про перейменування проспекту на честь Марка Даниловича Безручка, генерала-хорунжия Армії УНР.

## Меморіали
24 серпня 2016 року на одному з будинків було відкрито меморіальну дошку на честь Безручка, на якій розміщено напис двома мовами, українською та польською: 

| «Марко Безручко (13.10.1883–10.02.1944). Український полководець, генерал-хорунжий Армії Української Народної Республіки, вшанований в Україні та Польщі як герой двох народів. У серпні 1920 року зупинив під Замостям наступ Червоної армії. Врятував Європу від загрози більшовизму» |